# Zell am See
Pour les articles homonymes, voir Zell.
 (octobre 2023).
Si vous disposez d'ouvrages ou d'articles de référence ou si vous connaissez des sites web de qualité traitant du thème abordé ici, merci de compléter l'article en donnant les références utiles à sa vérifiabilité et en les liant à la section « Notes et références ».
Zell am See est une ville d'Autriche, située dans le Land de Salzbourg. Elle est bordée par le Zeller See, et constitue le centre administratif du district de Zell am See (région du Pinzgau).
La ville est équipée d'une station de sports d'hiver, qui accueille des compétitions de ski.

## Géographie

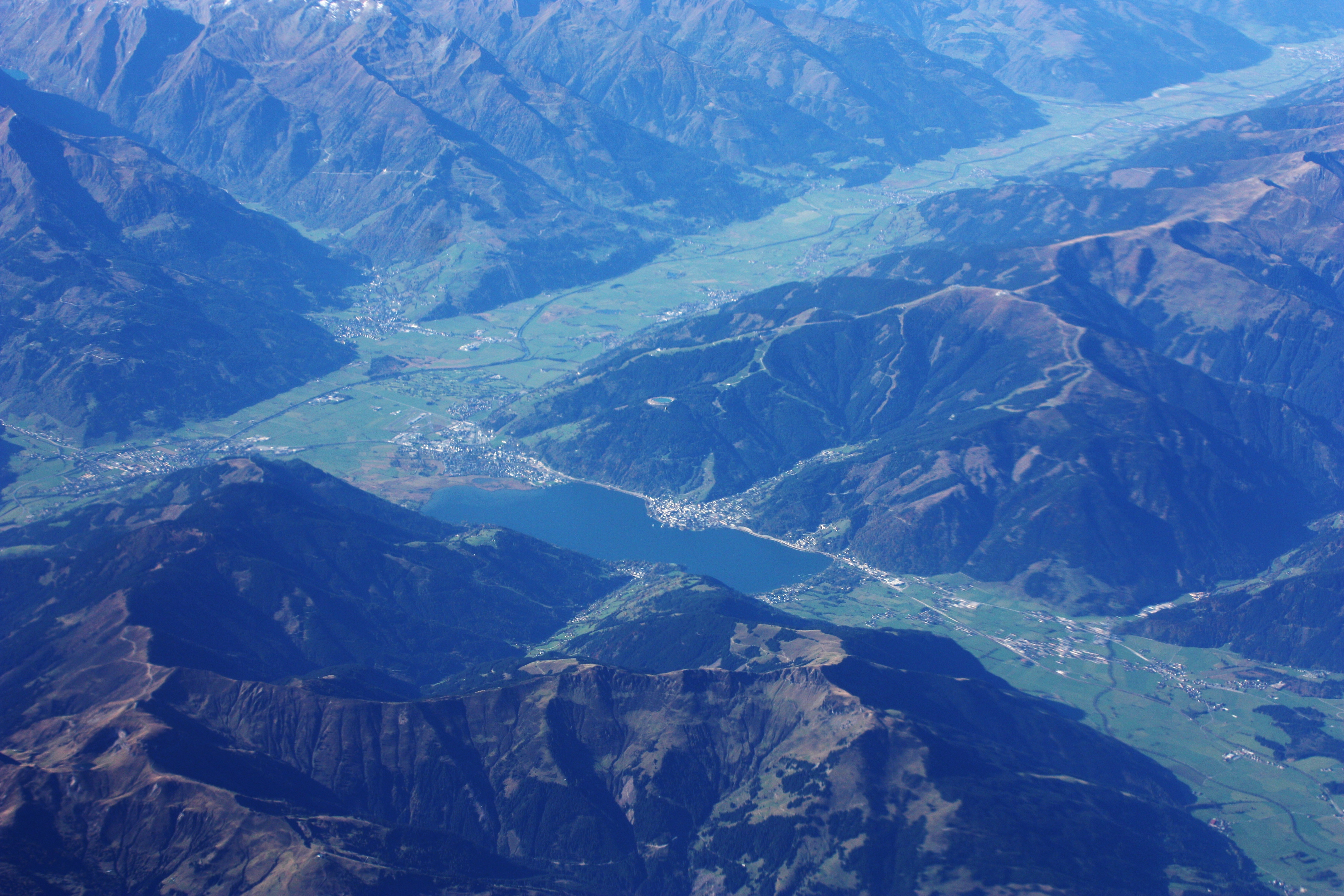
Vue aérienne du Zeller See et de la vallée de la Salzach.

La ville est située dans une vallée glaciaire (Zeller Becken) s'étendant entre les rivières Salzach et Saalach au bord est des Alpes de Kitzbühel. Au sud, au-delà de la Salzach, les montagnes des Hohe Tauern s'élèvent culminant au sommet du Grossglockner d'une altitude de 3 798 m. Zell am See se trouve à environ 60 kilomètres au sud-ouest de Salzbourg, capitale du Land, et à 100 kilomètres à l'est d'Innsbruck. Le centre historique est situé directement au bord du lac.
Zell am See bénéficie d'une situation géographique remarquable, aux portes de la Haute route alpine du Grossglockner sur la crête principale des Alpes et au pied de la vallée de Kaprun, des destinations de vacances très connues. Un autre centre de tourisme, la vallée de Glemm au cours supérieur de la Saalach, se trouve au nord-ouest. Le paysage, associant les neiges des Hohe Tauern au sud, les roches des Alpes de Berchtesgaden (Steinernes Meer) au nord et les alpages à l'est, s'épanouit grâce au miroir du Zeller See. S'étirant sur la rive ouest du lac, Zell am See constitue une ville animée, dotée d'équipements de loisirs très variés et d'importantes structures d'hébergement.

## Économie

### Tourisme
Zell am See et la commune de Kaprun forment la région de vacances Europasportregion Zell am See-Kaprun qui compte ainsi plus de 14 000 lits. Plus de 2 millions de nuits sont passées chaque année sur place d'après le centre de Tourisme autrichien.
Zell am See est membre de l'association Kleine historische Städte (Petites villes historiques). Elle obtient en 2022 le label Meilleurs villages touristiques de l'Organisation mondiale du tourisme.
Les vacances d'été sont dominées par les touristes allemands (41 %), suivis par les néerlandais, les Belges, les touristes provenant des États arabes du Golfe (10 %) et les Anglais. Zell am See atteint une part de marché de 64 % en ce qui concerne les nuitées de clients arabes (environ 140 000 par an) pour le Land de Salzbourg et leur deuxième destination touristique en Autriche après Vienne. Des familles provenant du Koweït, Abou Dabi et des Émirats arabes unis restent parfois jusqu'à six semaines sur place. Ils y apprécient, d'après le syndicat d'initiative, l'air pur, la grande intensité d'eau (même sous forme de pluie) et la neige estivale des sommets du Kitzsteinhorn.
Par conséquent, l’ambiance dans la ville est assez particulière et très inhabituelle pour une ville occidentale.
L'Europasportregion Zell am See-Kaprun comporte aussi deux terrains de golf de 18 trous chacun : le terrain "Schmittenhöhe" et le terrain "Kitzsteinhorn".
En hiver, la région propose de nombreuses pistes de ski et des bus gratuits sont mis en service pour desservir plus facilement les stations de ski des environs. Le massif de la Schmittenhöhe offre entre 760 et 2 000 m d'altitude un agréable domaine skiable aux pentes assez douces. Il se compose de deux secteurs (Sonnkogel et Hirschkogel), chacun équipé selon deux niveaux d'altitude. La neige est généralement garantie de Noël à avril sur les niveaux supérieurs, au-dessus de 1 400 m. Afin de mieux satisfaire sa clientèle, Zell am See s'est associée à Kaprun pour constituer un ensemble dit Europa-sport Region. La combinaison des deux domaines skiables totalise 130 km de pistes, accessibles avec un forfait commun pour un séjour minimal de deux jours.

## Personnalités liées à la commune
- Amar Dedić (2002-), footballeur bosnien, né à Zell am See.

## Culture

### Jumelage
- Vellmar (Allemagne) depuis le 9 septembre 1978[3]

## Galerie

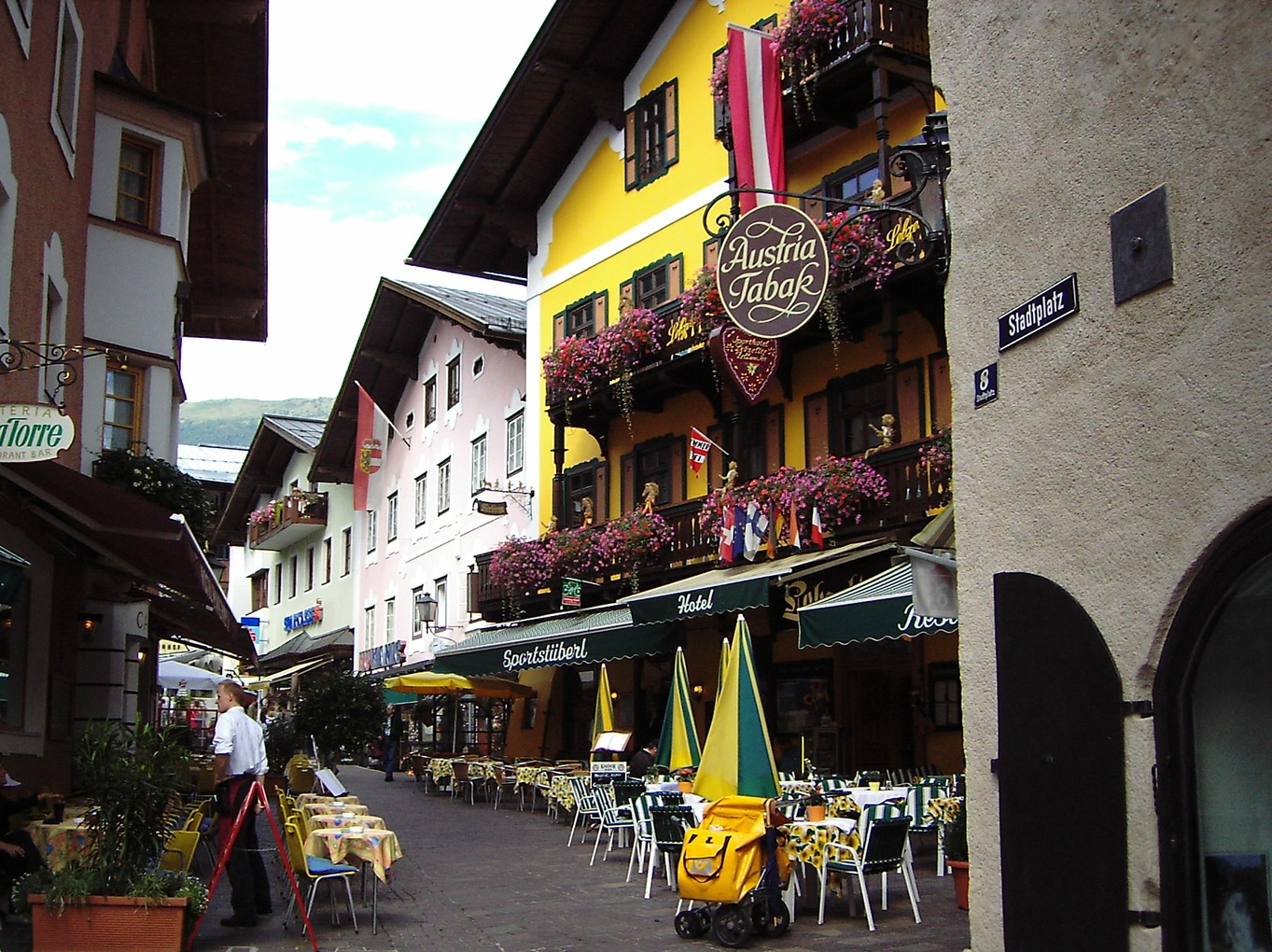
Centre-ville de Zell am See.
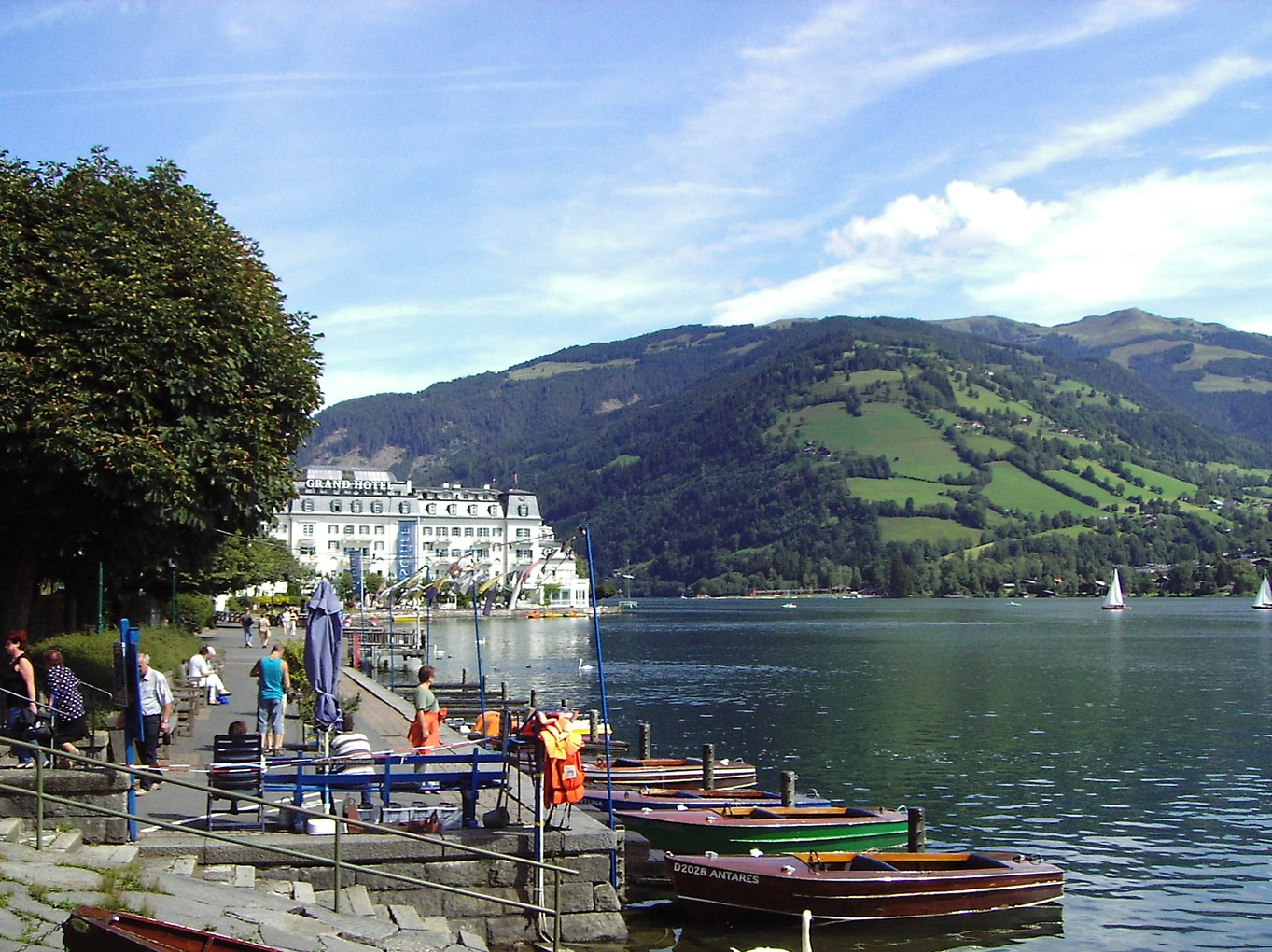
Chemin de promenade au bord du lac de Zell am See.
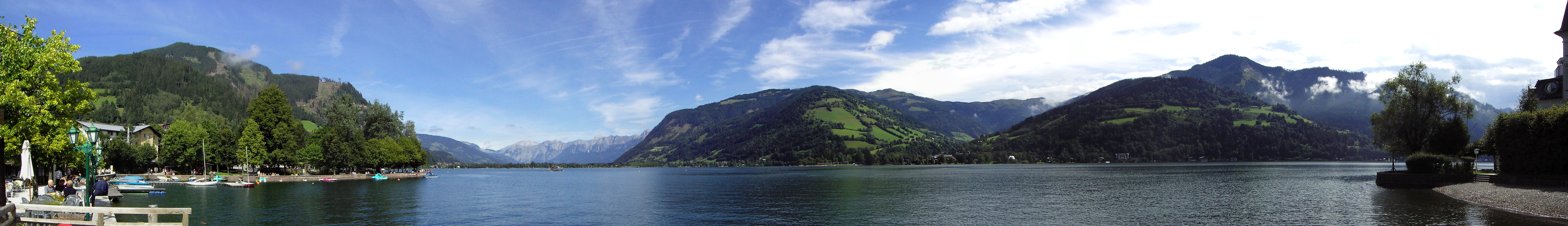
Vue vers le nord et l'est : Steinernes Meer, Schieferalpen (Grasberge).
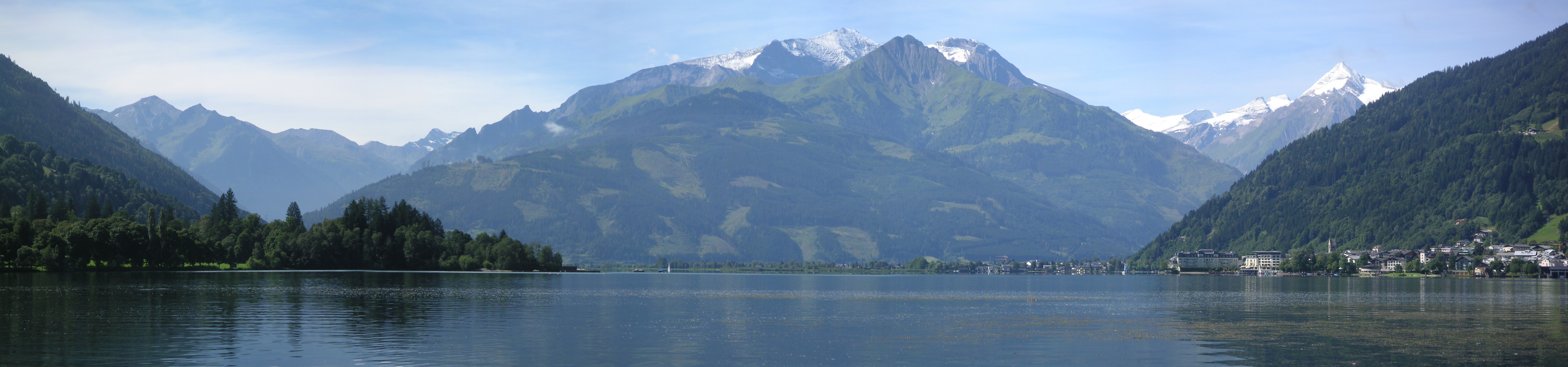
Vue vers le sud : Hoher Tenn avec le Imbachhorn et le Vorbergen, à droite le Kitzsteinhorn.